# Alleen
Alleen este o localitate din comuna Lyngdal, provincia Vest-Agder, Norvegia.